# One Blackfriars
One Blackfriars è un complesso edilizio a uso misto al n. 1 di Blackfriars Road a Bankside, Londra. È informalmente noto come The Vase o The Boomerang per la sua forma.
È costituito da una torre di 50 piani con un'altezza massima di 170 metri e da due corpi di fabbrica minori rispettivamente di sei e quattro piani. Comprende appartamenti residenziali, un hotel e negozi per la vendita al dettaglio. Inoltre, verrà creato un nuovo spazio pubblico. Il sito era precedentemente occupato dalla sede del supermercato Sainsbury's.

## Progettazione
Inizialmente promossa dalla Beetham Organization, la torre era stata progettata per un'altezza di 225 metri con 68 piani, ma alla fine è stata ridimensionata dopo le preoccupazioni per il suo impatto sul resto della città. Il 30 ottobre 2006 è stata presentata una domanda di costruzione rivista per una torre alta 163 metri con 49 piani. Sebbene meno alta di 57 metri rispetto al primo progetto, sarebbe stata ancora uno degli edifici più alti della città, simile in altezza al Gherkin e alla Tower 42 nella City di Londra. Secondo l'architetto Ian Simpson, la forma insolita dell'edificio è stata ispirata dal classico vaso di vetro Lansetti di Timo Sarpaneva
Ai due piani sommitali doveva essere costruita una galleria di osservazione pubblica che offrisse viste panoramiche sulla capitale. Il piano originale prevedeva un hotel a 5 stelle e appartamenti di lusso, ognuno con la propria zona d'inverno interna. Tuttavia, erano inclusi anche alcuni appartamenti a prezzi accessibili, come parte del progetto, in un edificio separato in Rennie Street.
Nonostante una serie di obiezioni, da parte dell'English Heritage, del Royal Parks, del Lambeth Council, del Westminster City Council, di residenti locali e consiglieri di rione, la costruzione della torre venne autorizzata dal Southwark Council il 24 luglio 2007. Il sindaco di Londra era favorevole e il consiglio di Lambeth voleva 180.615 sterline a titolo di risarcimento. Nel marzo 2008, la torre è stata sottoposta ad un'inchiesta pubblica dal Segretario di Stato Hazel Blears. Dopo l'inchiesta, Blears ha annunciato di aver approvato la raccomandazione dell'ispettore della pianificazione, John Gray, secondo la quale entrambi i progetti avrebbero dovuto ricevere il permesso di costruzione.

## Cambio di proprietà
Nell'ottobre 2010 il progetto è stato posto in amministrazione controllata dalla Royal Bank of Scotland a seguito di un'interruzione delle relazioni nella partnership del progetto. Il sito è stato acquistato dalla consociata St. George di Berkeley Group nell'ottobre 2011, portando alla rinnovata aspettativa che la torre sarebbe stata costruita.
Nel gennaio 2013 è stato annunciato che l'edificio sarebbe andato avanti e sarebbe stato costruito con alcune revisioni minori.

## Seconda domanda di costruzione e progettazione

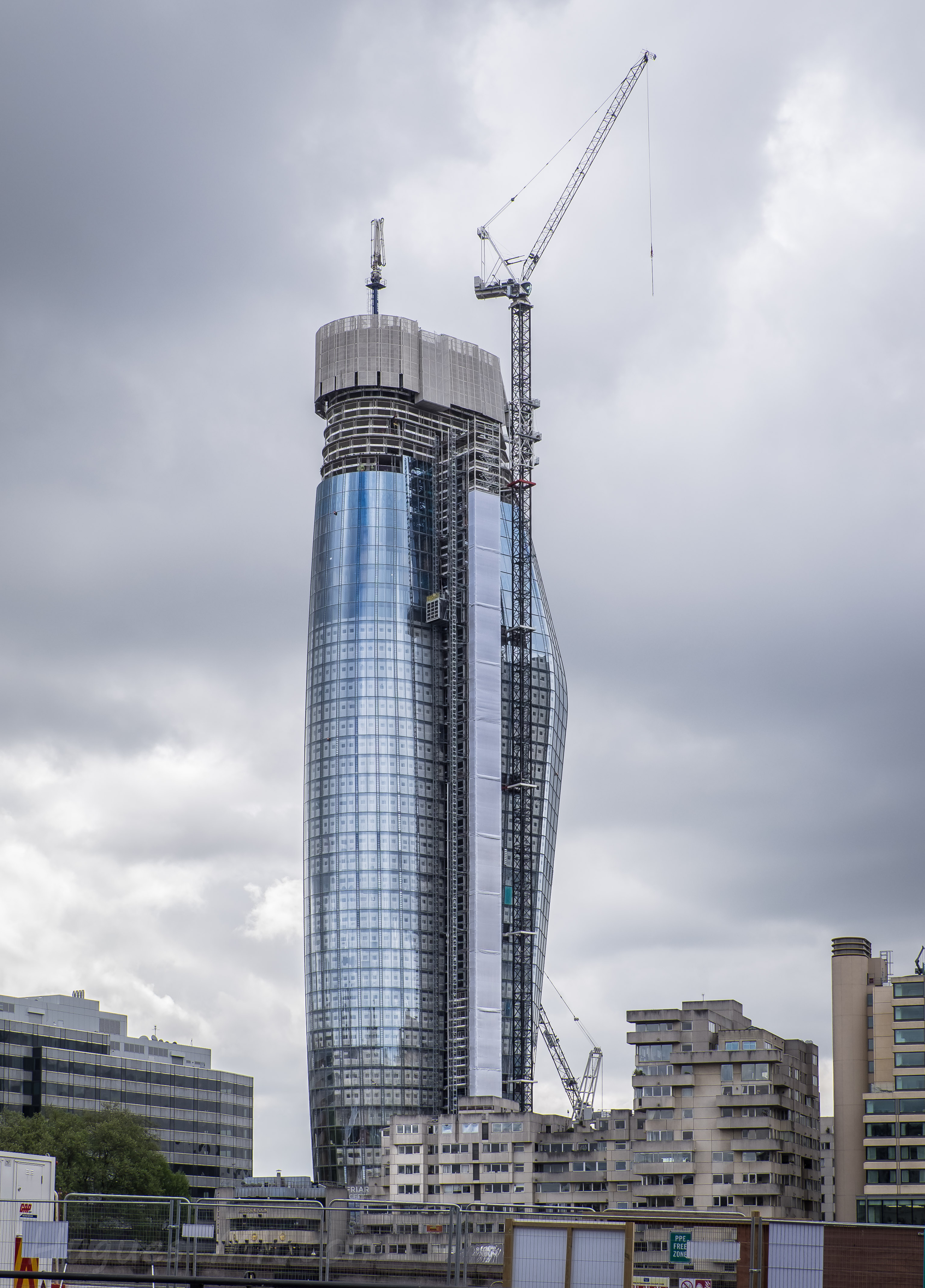
One Blackfriars in costruzione ad aprile 2017

Nel maggio 2012 St George ha presentato una nuova domanda di costruzione per la realizzazione di tre edifici: una torre di 50 piani, praticamente identica alla domanda originale, insieme a un edificio di 6 piani (The Rennie Street Building) e un edificio di 4 piani (The Podium Building). La domanda è stata accolta nell'ottobre 2012.
La torre offre 274 appartamenti privati, tuttavia la sala panoramica al 32º piano ha ricevuto critiche diffuse poiché la proprietà ha, di fatto, revocato la promessa di accesso pubblico, quando in realtà richiede 50 sterline a visita e 30 sterline all'ora per aziende e residenti solo nel codice postale locale. I critici hanno sottolineato che l'area di osservazione pubblica è stata la ragione fondamentale per cui il consiglio aveva permesso lo sviluppo senza edilizia popolare. Il consiglio si è rifiutato di rilasciare le informazioni in relazione a tali transazioni.
Il numero degli appartamenti comprende 13 monolocali, 78 bilocali, 120 trilocali, 56 appartamenti con tre camere da letto, 6 quadrilocali e 1 triplex. L'Affordable SPD del Southwark Council afferma che gli alloggi a prezzi accessibili negli sviluppi applicabili dovrebbero essere situati nel sito di sviluppo o eccezionalmente fuori sito o, altrimenti, dovrebbe essere pagato un importo sostitutivo. Southwark ha accettato le spiegazioni del richiedente, sul motivo per cui sarebbe stato appropriato un pagamento sostitutivo, il cui valore è stato concordato in 29 milioni di sterline. Il costo per lo sviluppatore della fornitura della sala di osservazione pubblica è stato calcolato in 5,5 milioni di sterline (basato sulle entrate mancate sulla superficie persa per due appartamenti di medie dimensioni).

## Costruzione
Nel 2012 è stato costruito un edificio commerciale a un piano nell'angolo nord-est del sito e dovrebbe essere utilizzato per un anno. A partire da ottobre 2013 è in costruzione un edificio commerciale di tre piani nell'angolo sud-orientale del sito, che resterà in piedi per cinque anni, mentre il resto degli edifici sarà completato. La cerimonia di posa della prima pietra si è svolta nell'ottobre 2013. La costruzione è stata completata nella primavera del 2017 e poi finita definitivamente nel 2018.

## Marketing

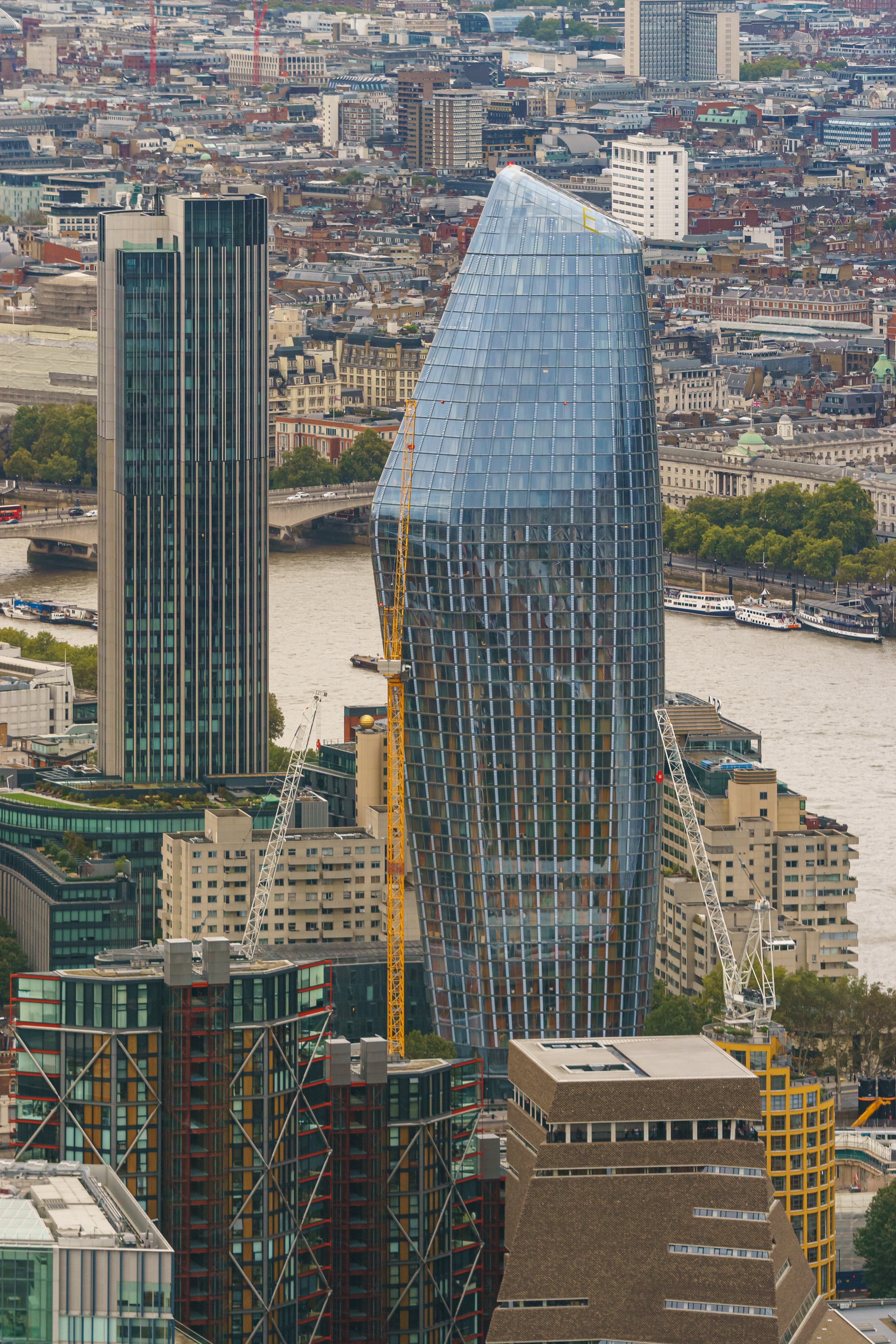
Vista da The Shard

Nel gennaio 2015 un video di vendita e marketing per il complesso è stato rapidamente ridicolizzato sui social media e riportato dai media professionali ed è stato prontamente ritirato.